# Chloroclysta trivirgata
Chloroclysta trivirgata là một loài bướm đêm trong họ Geometridae.